# Elezioni europee del 2014 in Francia
Le elezioni europee del 2014 in Francia si sono tenute il 24 maggio (Francia d'oltremare) ed il 25 maggio (Francia metropolitana). Esse hanno permesso di eleggere i 74 europarlamentari spettanti alla Francia per la VIII legislatura (2014-2019) del Parlamento europeo.

## Sistema elettorale
A differenza delle elezioni legislative e presidenziali, le elezioni per il Parlamento Europeo si svolgono col sistema elettorale proporzionale di lista secondo la regola della media più forte (metodo D'Hondt) senza voto disgiunto né voto di preferenza e con uno sbarramento al 5% dei suffragi espressi; i seggi sono attribuiti ai candidati secondo l'ordine di presentazione su ogni lista elettorale; il territorio francese è diviso in 8 grandi circoscrizioni elettorali.

## Risultati
| Liste                  | Liste | Gruppo                 | Voti                                    | %     | +/-    | Seggi   | +/-               |
| ---------------------- | --- | ---------------------- | --------------------------------------- | ----- | ------ | ------- | ----------------- |
|                        | Fronte Nazionale (FN) | NI - EFDD              | 4.712.461                               | 24,86 | 18,52  | 24      | 21                |
|                        | Unione per un Movimento Popolare (UMP) | PPE                    | 3.943.819                               | 20,81 | 7,06   | 20      | 7                 |
|                        | Unione della Sinistra • Partito Socialista (PS) • Partito Radicale di Sinistra (PRG) | - S&D                  | 2.650.357                               | 13,98 | 2,50 · | 13 12 1 | · 1 · 1           |
|                        | Unione del Centro • Movimento Democratico (MoDem) • Alleanza Centrista (AC) • Nuovo Centro (NC) • Partito Radicale (PR)                                                                         | - ALDE                 | 1.884.565                               | 9,94  | 1,48 · | 7 4 1   | 2 · 2 · 1 · 2 · 1 |
|                        | Europa Ecologia I Verdi (EELV) | Verdi/ALE              | 1.696.442                               | 8,95  | 7,33   | 6       | 9                 |
|                        | Fronte di Sinistra (FG) | GUE/NGL                | 1.200.713                               | 6,33  | 0,28   | 3       | 1                 |
|                        | Divers droite (DVD) • Debout la République (DLR) • Noi Cittadini (NC) • Force Vie • Alleanza Reale                                                                                              | -                      | 1.133.811 724.441 266.343 139.900 3.127 | 5,98  | 0,76 · | -       | 1 ·               |
|                        | Divers gauche (DVG) • Nouvelle Donne (ND) • Alleanza d'Oltremare • Movimento Socialista Alternativo                                                                                             | - GUE/NGL -            | 602.294 549.734 52.017 543              | 3,18  | 2,72 · | 1 - 1 - | Stabile           |
|                        | Estrema sinistra (EXG) • Lotta Operaia (LO) • Nuovo Partito Anticapitalista (NPA) • Communistes • Programma Libertario contro il Sessismo e la Precarietà • Sindacato di Lotta contro le Banche | -                      | 302.436 222.491 74.770 4.547 499 129    | 1,60  | 4,50 · | -       | Stabile           |
|                        | Estrema destra (EXD) Liste antiremplaciste - Non au grand remplacement | -                      | 1.337                                   | 0,01  | 0,50   | -       | Stabile           |
|                        | Diversi | -                      | 827.526                                 | 4,37  | 0,08   | -       | Stabile           |
| Totale                 | Totale | Totale                 | 18.955.761                              | 100   |        | 74      | Stabile           |
| Schede bianche e nulle | Schede bianche e nulle | Schede bianche e nulle | 792.132                                 | 4,04  |        |         |                   |
| Votanti                | Votanti | Votanti                | 19.747.893                              |       |        |         |                   |
| Elettori e affluenza   | Elettori e affluenza | Elettori e affluenza   | 46.555.253                              | 42,43 | 1,71   |         |                   |

- Diversi include: Alleanza Ecologista Indipendente (211.759); Europe Citoyenne (127.849); Citoyens du Vote Blanc (110.090); altri <100.000 voti.